# Rezerwat przyrody Bukowa Kalenica
Rezerwat przyrody Bukowa Kalenica – leśny rezerwat przyrody w południowo-zachodniej Polsce, w Sudetach Środkowych w woj. dolnośląskim, powiecie dzierżoniowskim, gminie Bielawa.
Rezerwat położony jest w Górach Sowich, w granicach obszaru Natura 2000 Góry Bardzkie PLH020062 SOO oraz Parku Krajobrazowego Gór Sowich, ok. 2,8 km na północny wschód od centrum miejscowości Jugów. Rozciąga się na długości ok. 1,2 km, po północnej stronie grzbietu głównego, i obejmuje szczyty Kalenicy i Słonecznej.
Rezerwat leśny stanowi objęty ochroną rezerwatową obszar obejmujący szczyty Kalenicy i Słonecznej oraz górne partie ich zboczy. Położony na wysokości 800–960 m n.p.m., jest to najwyżej położona partia lasów bukowych w Górach Sowich. Na terenie rezerwatu rośnie pierwotny skarłowaciały las bukowy dolnego regla z zespołem Luzulo nemorosae-Fagetum. W szczytowych partiach rosną buki, które ze względu na skalne podłoże, wykształciły skarłowaciałe formy, przemieszane z płożącymi się świerkami, w dolnych partiach rezerwatu rosną buki wraz z jaworami przemieszane ze świerkiem tworzą piękny starodrzew.
Rezerwat przyrody Bukowa Kalenica został utworzony 21 kwietnia 1962 r. na podstawie Zarządzenie Ministra Leśnictwa i Przemysłu Drzewnego, Monitor Polski z 1962 r., Nr 44, Poz. 208. Jest to rezerwat obejmujący las oraz grunty leśne o łącznej powierzchni 28,78 ha, utworzony dla ochrony wielu rzadkich gatunków roślin chronionych oraz naturalnych zbiorowisk leśnych. Rezerwat utworzono głównie dla ochrony ścisłej stanowisk rzadkich gatunków roślin chronionych wawrzynka wilczełyko, lilii złotogłów oraz ciemiężycy zielonej. Ochroną częściową objęte są stanowiska kopytnika pospolitego i marzanki wonnej.
W bogatym runie leśnym spotyka się następujące rośliny:
- lilia złotogłów
- śnieżyca wiosenna
- przytulia wonna
- naparstnica purpurowa
- wawrzynek wilczełyko
- czosnek niedźwiedzi
- przenęt purpurowy
- oraz liczne gatunki mchów i paproci.

Dojście najdogodniejsze ze schroniska na Przełęczy Jugowskiej (dojazd z Nowej Rudy, Pieszyc lub Bielawy).